# رادنین
رادنین (به چکی: Radenín) یک منطقهٔ مسکونی در جمهوری چک است که در منطقه تابور واقع شده‌است. رادنین ۲۶٫۹۱ کیلومتر مربع مساحت و ۴۷۸ نفر جمعیت دارد و ۵۰۳ متر بالاتر از سطح دریا واقع شده‌است.